# Сьюдад де Валенсия
Стадион «Сьюдад де Валенсия» (Городской стадион Валенсии, вал. Estadi Ciutat de València, исп. Estadio Ciudad de Valencia) — футбольный стадион, расположенный в городе Валенсии (Испания). Был открыт в 1969 году. Вместимость стадиона составляет 26 354 зрителя. «Сьюдад де Валенсия» — домашний стадион футбольного клуба «Леванте».

## История
Стадион был открыт 9 сентября 1969 года матчем между «Леванте» и «Валенсией». До 1972 года новый стадион назывался «Антонио Роман» (исп. Estadio Antonio Román), затем — «Ноу Эстади» (кат. Nou Estadi, исп. Nuevo Estadio), а с 1999 года носит нынешнее наименование «Сьюдад де Валенсия».
3 сентября 2004 года на стадионе состоялся товарищеский матч между сборными Испании и Шотландии. Матч был прерван на 60-й минуте при счёте 1:1 из-за неполадок с электричеством на стадионе, вызванных сильным ливнем, и так и не был доигран.
8 сентября 2014 года, за день до 45-летия стадиона и 95-летия основания клуба «Леванте», на «Сьюдад де Валенсия» состоялся первый официальный матч сборной Испании на этом стадионе. Подопечные Висенте дель Боске в рамках отборочного турнира Евро-2016 победили с крупным счётом (5:1) сборную Македонии. На 78-й минуте в составе сборной Испании на поле дебютировал 19-летний нападающий Мунир Эль-Хаддади.